# Francisco Ernando Uchôa Lima
Francisco Ernando Uchôa Lima (Fortaleza, 20 de abril de 1932 - Fortaleza, 27 de dezembro de 2021), foi um advogado, professor e escritor brasileiro, membro da Academia Cearense de Letras.

## Biografia
Filho de Luís Alves Lima e Ester Uchôa Lima. Estudou no Colégio Lourenço Filho, e posteriormente, ingressou na Faculdade Católica de Filosofia (Filosofia Pura e Licenciatura) e na Faculdade de Direito do Ceará, que concluiu em 1959. Foi sempre o orador das turmas de que participava e, como líder estudantil, foi Presidente do Grêmio Literário Antônio Sales e Diretor do Centro Estudantil Cearense, União Brasileira de Estudantes Secundários, Centro Acadêmico Clóvis Beviláqua, Centro Acadêmico São Tomás de Aquino, União Estadual e União Nacional dos Estudantes.
Durante sua trajetória profissional, foi professor e Diretor-Pedagógico do Colégio Lourenço Filho e Conselheiro do Tribunal de Contas do Ceará, além de Secretário de Cultura e de Justiça. Também presidiu o Conselho Estadual de Cultura e ocupou a Secretaria Municipal de Educação e Cultura.
Integrou a diretoria do antigo Centro de Estudo e Defesa do Petróleo e da Economia Nacional. Suplente de Senador, assumiu a vaga em 1978 em decorrência da renúncia do titular.
Foi senador suplente (1971/1979) e Senador da República (1978/1979).

## Distinções
- Membro da Academia Cearense de Letras,[20]
- Membro da Academia Cearense de Retórica,
- Membro da Academia Sobralense de Estudos e Letras,
- Membro da Associação Cearense de Imprensa,
- Membro da Casa de Juvenal Galeno,
- Membro do Instituto do Ceará,
- Ex-Presidente da Ordem dos Advogados do Ceará,[21]
- Ex-Presidente da Ordem dos Advogados do Brasil,[22]

## Obras
- A Palavra e o Tempo,
- Aspectos,
- Ação Democrática,
- Hamlet - Louco ou Simulador?
- A OAB e o Judiciário, (1995),[23]
- Ideias e Perfis, (1998),

## Homenagens
- Recebeu a Medalha José de Alencar,
- Recebeu o Troféu Sereia de Ouro,[24][25]
- A OAB produziu um vídeo-documentário sobre o jurista,[26]